# Esquerra Grega
Esquerra Grega (grec Ελληνική Αριστερά, Elliniki Aristera, EAR) fou un partit polític grec d'esquerra, sorgit el gener de 1987 com a escissió del Partit Comunista de Grècia (Interior) dels qui no volgueren integrar-se en Renovació Comunista-Esquerra Ecològica. El seu líder fou Leonidas Kyrkos i el seu secretari general, de 1989 a 1992, va ser Fotis Kouvelis.
El 8 de desembre de 1988 Mimis Androulakis i Giannis Dragasakis del Partit Comunista de Grècia i Grigoris Giannaros i Dimitrios Papadimoulis d'Esquerra Grega van signar un informe sobre la situació de l'esquerra anomenat Rizospastis, que el febrer de 1989 es concretà en la coalició Sinaspismós. Es presentà dins la coalició a les eleccions legislatives gregues de juny de 1989 i va obtenir representació. Quan el 1992 Sinaspismós es convertí en partit polític, s'hi va integrar i desaparegué com a partit.

## Resultats electorals

### Eleccions legislatives
| Any       | Líder           | Vots             | %                | Escons  | +/- | Govern   |
| --------- | --------------- | ---------------- | ---------------- | ------- | --- | -------- |
| 1989 (I)  | Leonidas Kyrkos | Dins Synaspismós | Dins Synaspismós | 4 / 300 | Nou | Coalició |
| 1989 (II) | Leonidas Kyrkos | Dins Synaspismós | Dins Synaspismós | 4 / 300 | =   | Suport   |
| 1990      | Leonidas Kyrkos | Dins Synaspismós | Dins Synaspismós | 2 / 300 | 2   | Oposició |

### Eleccions europees
| Any  | Líder           | Vots             | %                | Escons | +/- |
| ---- | --------------- | ---------------- | ---------------- | ------ | --- |
| 1989 | Leonidas Kyrkos | Dins Synaspismós | Dins Synaspismós | 1 / 24 | Nou |